# Stelis semirubra
Stelis semirubra är en biart som beskrevs av Timberlake 1941. Stelis semirubra ingår i släktet pansarbin, och familjen buksamlarbin. Inga underarter finns listade i Catalogue of Life.